# مقاطعة بلاسانتس (فرجينيا الغربية)
مقاطعة بلاسانتس هي مقاطعة في فرجينيا الغربية، تتبع فيرجينيا الغربية، بلغ عدد سكانها 7٬605  نسمة، في 2010، عاصمتها سانت ماريز، تبلغ مساحتها 349 كيلومتر مربع.

## الموقع
تشترك في الحدود مع:
- مقاطعة واشنطن، أوهايو
- مقاطعة ريتشي (فرجينيا الغربية)
- مقاطعة تايلر (فرجينيا الغربية)
- مقاطعة وود (فرجينيا الغربية).